# Guido von List
Pour les articles homonymes, voir List.
Guido List, dit Guido von List, né le 5 octobre 1848 à Vienne et mort le 17 mai 1919 à Berlin, est un occultiste, écrivain et théoricien de l'armanisme intégral. Sa pensée constitue l'un des socles de la pensée raciale nazie.

## Biographie
Né à Vienne le 5 octobre 1848, Guido Karl Anton List est issu d'une famille de négociants aisés, installés depuis peu dans la capitale autrichienne. Il est le fils aîné du marchand de cuir viennois Karl Anton List. Sa mère, Maria List, née Killian, venait aussi d'une famille de commerçants viennois. Ses parents lui donnent une bonne éducation, lui permettant de s'adonner à la peinture et au dessin. Il a été éduqué de manière conservatrice-catholique. Très tôt, il s'enthousiasme pour la nature et, encouragé par son père, commence à peindre des paysages et des châteaux. Ses autres centres d'intérêt sont l'alpinisme et l'aviron. Selon ses propres écrits rédigés plus tard, il aurait également développé durant son jeune âge une tendance à la spiritualité et un fort intérêt pour la mythologie germanique, associée à un rejet du catholicisme autrichien[réf. souhaitée].
Malgré son souhait de devenir artiste et savant, List suit, à la demande de son père, une formation commerciale. Dans ses temps libres, néanmoins, il parcourt les environs de Vienne, peint et rédige des écrits en prose et de la poésie. Son attirance pour la nature va de pair avec un rejet manifeste de la modernité et de la vie urbaine. De 1868 à 1870, il dirige la petite scène privée « Walhalla ». En 1871, il devient secrétaire de l'association alpine autrichienne, milieux qui souhaitent une seule grande patrie allemande. Le milieu völkisch influence alors fortement ses idées[réf. souhaitée].
Le 25 janvier 1874, il est initié à la franc-maçonnerie. Après la mort de son père en 1877, il démissionne de l'entreprise et, dans les années qui suivent, vit dans la gêne avec sa première femme, Hélène Ranger Peters (mariage 1878, † 1891) de petites rentes agrémentées de revenus tirés de la vente d'articles à divers magazines à orientation völkisch. Il publie des articles dans lesquels il combine des descriptions de paysages idylliques avec des spéculations teintées de paganisme. Il fournit notamment une grille de lecture des éléments de toponymie marquée par le paganisme. Il obtient un premier succès en 1888 avec le roman Carnuntum, dans lequel il représente le conflit existant, depuis l'antiquité païenne jusqu'à nos jours, entre la population germanique primordiale du bassin viennois et les colonies romaines puis l'Église catholique romaine en glorifiant une attaque fictive de tribus germaniques contre la capitale provinciale romaine Carnuntum. Il attribue aux tribus germaniques installées sur le territoire autrichien un rôle majeur dans le processus qui aboutit au sac de Rome de 410. Le livre est bien accueilli par les milieux nationalistes völkisch[réf. souhaitée].
Dans les années 1890, l'idée d'un culte wotanique devant la religion nationale des « Teutons »[Quoi ?] devient l'idée de base de la mythologie de List, qu'il représenté dans le livre Der Unbesiegbare (1898) . À cela, s'ajoutent des motifs antisémites. Ses romans Jung Diethers Heimkehr (1894) et Pipara (1895) ont été accueillis avec enthousiasme dans les cercles nationalistes. En 1899, List épouse l'actrice Anna von Wittek, qui avait joué le rôle principal dans sa pièce Der Wala Erweckung, créée en 1894. Dans les années suivantes, il écrit d'autres pièces de théâtre[réf. souhaitée].
En 1902, List est aveuglé par une chirurgie oculaire pendant onze mois. Pendant ce temps, il se tourne vers les idées ésotériques telles que celles d'Helena Blavatsky. Il a conçu une « première langue aryenne » et des interprétations des runes et d'autres symboles dans les inscriptions anciennes. Il soumet un manuscrit sur ces nouvelles « idées » à l'Académie impériale des sciences à Vienne en 1903 ; il lui est renvoyé sans commentaire. Il rédige un essai sur la signification ésotérique des symboles religieux, qui parait dans le journal théosophique Die Gnosis  en 1903 et qui traite de la création de l'univers[réf. souhaitée].
Le rejet du manuscrit par l'Académie des Sciences en 1904 a fait l'objet d'une demande au Conseil impérial, dans lequel les ministres de la Culture et de l'Éducation sont invités à présenter leurs observations. La signature de cette demande par 15 dignitaires viennois confirme le soutien dont bénéficient les idées de List dans la société viennoise. En 1907, il fait ajouter von à son nom en alléguant que sa famille serait d'ancienne noblesse. En 1908, ses amis et ses disciples fondent la Guido-von-List-Gesellschaft pour la promotion de ses « recherches » et de ses publications, société à laquelle appartiendront de nombreux nationalistes et mystiques allemands célèbres de l'Autriche-Hongrie comme de l'Empire allemand. Parmi les publications de la société on trouve Das Geheimnis der Runen (1908) livre dans lequel List attribue des pouvoirs magiques aux runes, et Die Armanenschaft der Ario-Germanen (1908), qui est une représentation de la prêtrise de Wotan [réf. souhaitée].
Au cours de la Première Guerre mondiale, les œuvres de List passent de main en main parmi les soldats au front dont il reçoit de nombreuses lettres. La défaite de l'Allemagne et de l'Autriche le conduit à la considérer comme une autre étape de la souffrance avant le salut final des Aryo-germains. Après la fin de la guerre, il entreprend avec sa femme un voyage chez des amis dans le Brandebourg. En chemin, on lui diagnostique une inflammation pulmonaire. Son état se détériore rapidement et il meurt le 17 mai 1919 dans une pension de Berlin.
Le Völkischer Beobachter est le premier journal du Reich à annoncer sa mort.

## Idées

### Religiosité
Élevé dans la religion catholique, il se convertit au protestantisme, par nationalisme, avant de se tourner vers le wotanisme en 1862, à la suite d'une visite dans les catacombes de la cathédrale de Vienne. À sa filiation viennoise, il ajoute une ascendance mystique : en effet, il se prétend le dernier descendant réincarné du clergé aryen armaniste. 
Rapidement, il affirme sa foi dans les cultes germaniques, perçus au travers de prismes antisémites, nordicites et antilibéraux; ainsi, en 1875, lors d'une excursion avec des amis à proximité des ruines de Carnuntum, il leur fait célébrer, à leur insu, le 1500e anniversaire d'une défaite romaine face à des tribus germaniques.
Il puise son inspiration mystique dans les idées de Max Ferdinand Sebaldt von Werth, partisan d'une religion germanique originelle, basée à la fois sur des bacchanales et sur un eugénisme strictement appliqué, ainsi que dans la religiosité développée par la société théosophique. Selon List, cette antique religion, germanique, a été transmise par une chaîne d'initiés secrets, comptant dans leur rang le Christ, des kabbalistes, des Templiers, des chevaliers Rose-Croix, Karl Georg Zschaetzsch et lui-même.

### Postérité
Proche des milieux pangermanistes autrichiens, il dispose rapidement d'une tribune dans le journal Ostdeutsche Rundschau, confiée par le député pangermaniste autrichien, Karl Wolf.
Cette diffusion permet à ses idées de rencontrer un lectorat important dans la Vienne du début du XXe siècle. Ainsi, en 1919, un proche de List, Ernst Lauterer, travaille étroitement avec Dietrich Eckart, un des fondateurs du NSDAP; de plus, dès 1920, Hitler, dans son discours programmatique du 13 août, reprend une partie non négligeable de ses idées. Enfin, sa pensée connaît une importante publicité dans les milieux völkisch, puis, par le biais d'anciens SS, ses idées restent vivaces dans les milieux d'extrême-droite. 
Dans les années 1960, son nom, oublié, resurgit, cité par Louis Pauwels, dans son ouvrage Le Matin des magiciens, cette évocation ne constituant nullement une surprise pour l'archéologue Jean-Paul Demoule, plaçant List et Pauwels dans une même tradition occultiste raciste.

## Cercles
Guido von List a rapidement tenu à faire partager ses idées. Il a donc créé plusieurs sociétés, destinées à regrouper les nationalistes partageant ses thèses.

### La société Guido von List
La Société Guido von List, créée en 1908, est parfois confondue avec la Société Thulé, dont il aurait aussi été membre. 
Parmi ses membres, on peut citer Karl Heise, figure majeure à Zurich du culte mystico-végétarien Mazdaznan.

### L'Armanenenorden
Peu de temps après avoir créé cette première société, il crée, en 1911, un ordre, celui des Armanes. Cet ordre devient rapidement une secte. 
Cette société tire son nom à la fois d'un alphabet runique de 18 runes et d'une tribu germanique, les Hermiones. Cette création, l'alphabet armaniste, est considérée comme fantaisiste.

### Œuvres de Guido von List
- Le Secret des runes
- L'Ésotérisme de la religion des germains
- Le Passage du wotanisme au christianisme
- Les Rites des germano-aryens
- Paysages mythologiques allemands

### Articles de Guido von List
- Le Crépuscule des Dieux
- La Toussaint et le culte pré-chrétien des morts du peuple allemand
- la mythologie allemande à travers le calendrier